# SeatGeek體育場
SeatGeek體育場是一座位於美國芝加哥市中心西南約12英里伊利諾州布里奇維尤的足球專用體育場。體育場為美國職業足球大聯盟芝加哥火焰，國家女子足球聯賽芝加哥之星和傳奇美式足球聯賽芝加哥極樂的主場。體育場於2006年6月11日啟用，啟用時名為豐田公園，能容納觀眾20,000人。

## 體育場
體育場結合了歐美傳統球場的特徵，包括有蓋座位，磚砌外牆和石拱門入口，而座位首排離球場邊線不足3米。體育場裡面有著42間行政套房，6間大派對套房，伊利諾伊州足球名人堂，芝加哥火焰辦公室及面積達840平方米的宴會廳。
芝加哥火焰及其青年足球計劃的訓練設施（一天然草場和一人造草場）正位處體育場側，體育場的設計容許必要時增加多五成座位，而體育場價值170萬美元的草皮管理系統為其110乘69米的天然草場提供去水、供熱及通風功能。

### 命名權
2006年，豐田汽車簽訂了長10年的命名權協議並將體育場命名為豐田公園。到2016年，豐田未有更新其命名權協議，但體育場直到2018賽季完結前亦未更名。新贊助者SeatGeek由2019賽季開始繼承了體育場的命名權。
2018年簽訂的命名權協議是門票售賣平台SeatGeek首次簽訂的這類協議。報道指作為協議的一部分，SeatGeek由2019年開始會成為體育場主要的門票服務商。

## 外部連結
- SeatGeek體育場官方網站 （页面存档备份，存于）
- SeatGeek體育場 （页面存档备份，存于） at StadiumDB.com

| 前任： 軍人球場               | 芝加哥火焰主場 2006–2019 | 繼任： 軍人球場               |
| 前任： 無                     | 芝加哥之星主場 2009–2010 | 繼任： 班尼迪克大學綜合體育場 |
| 前任： 班尼迪克大學綜合體育場 | 芝加哥之星主場 2016–     | 繼任： 當前主場               |